# Sabu Toyozumi
Sabu Toyozumi (jap. 豊住 芳三郎, Toyozumi Yoshisaburō; * 1943 in Tsurumi, Yokohama) ist ein japanischer Jazz- und Improvisationsmusiker (Perkussion, Schlagzeug).

## Leben und Wirken
Sabu Toyozumi spielte ab 1957 in einer Marching Band, bevor er sich 1965 entschied, als professioneller Musiker zu arbeiten. Seine Karriere begann in der Rockband The Samurais, mit der er auch in Europa auf Tourneen ging. Ende der 1960er-Jahre wandte er sich der Free Jazz zu, spielte u. a. 1970 in Paris mit Glenn Spearman, mit Motoharu Yoshizawa in Masayuki Takayanagis Gruppe New Direction sowie im Duo mit Mototeru Takagi. Mit der großformatigen New Herd von Toshiyuki Miyama war er als Jazz-Schlagzeuger im selben Jahr an Aufnahmen von Charles Mingus, aber auch von Masahiko Togashi und von Stomu Yamashita beteiligt; auch nahm er mit Masahiko Satoh auf.
1971 arbeitete er in Chicago im Umfeld des AACM; 1972 hielt er sich in Paris auf und spielte u. a. in Anthony Braxtons Creative Orchestra, mit Alan Shorter, Bobby Few und mit Bob Reids Band Emergency. Mitte der 1970er-Jahre gründete er die Formation Sabu Unit, in den folgenden Jahren spielte er außerdem mit Kaoru Abe, Tetsu Saitō, Kazuko Shiraishi, Masahiko Togashi und Kazuo Ōno; auch war er an mehreren Alben von New Jazz Syndicate beteiligt. 1982 trat er mit Peter Brötzmann auf, im Folgejahr mit Toshinori Kondō, 1985 mit Lester Bowie. 1984 gastierte er mit dem East Asia Orchestra auf der Jazzbühne Berlin. In Europa tourte er 1987 mit Johannes Bauer, Peter Brötzmann und Hans Reichel. In Japan trat er mit Misha Mengelberg, Derek Bailey, Wadada Leo Smith, Paul Rutherford, John Russell und Sunny Murray auf. In späteren Jahren arbeitete er u. a. auch mit Louis Sclavis, Yūji Takahashi, Evan Parker, Lol Coxhill, John Butcher, Veryan Weston und John Zorn. Im Bereich des Jazz war er zwischen 1970 und 2020 an 58 Aufnahmesessions beteiligt.

## Diskographische Hinweise
- Tristan Honsinger / Toshinori Kondō / Peter Kowald / Sabu Toyozumi: What Are You Talking About? (DIW Records, 1983)
- Wadada Leo Smith / Sabu Toyozumi: Cosmos Has Spirit (Scissors, 1992)
- Barre Phillips / Keiji Haino / Sabu Toyozumi: Two Strings Will Do It (P.S.F. Records, 1994)
- Bailey, Sabu, Brötzmann: Live in Okayama 1987 (Improvised Company, ed. 2000)
- Fred Frith / John Zorn / Onnyk / Toyozumi Yoshisaburo: Ars Longa Dens Brevis (Allelopathy, 2000)
- Kenny Millions, Sabu Toyozumi: Blue Skies (Hum Ha Records, 2002)
- Water Weed (2003)
- Arthur Doyle / Takashi Mizutani / Sabu Toyozumi: Live in Japan 1997 (2003)
- Alan Silva, Keiko Higuchi, Sabu Toyozumi, Takuo Tanikawa: Crimson Lip (Improvising Beings, 2011)
- Wadada Leo Smith / Sabu Toyozumi: Burning Meditation (2018)
- Sabu Toyozumi, Simon Tan, Rick Countryman: Chasing the Sun (2020)
- Masayuki Takayanagi: Station ’70: Call in Question / Live Independence (2022)
- Peter Brötzmann / Sabu Toyozumi: Triangle: Live at OHM, 1987 (2023)
- Peter Brötzmann / Toshinori Kondō / Sabu Toyozumi: Complete Link (NoBusiness, 2024)